# Ryder Cup 2008
La 37ª edizione della Ryder Cup si è tenuta al Medinah Country Club nella città di Louisville, Kentucky, dal 19 al 21 settembre 2008.
L'Europa si è presentata alla competizione come detentrice della coppa, vinta nell'edizione del 2006 in Irlanda. I capitani dei team erano Paul Azinger per gli USA e Nick Faldo per l’Europa. La squadra statunitense ha vinto con un punteggio di 16½ a 11½.
La squadra americana è stata in vantaggio fin dalla prima giornata di venerdì, arrivando agli incontri singolari di domenica avanti di due punti. Gli Stati Uniti si sono aggiudicati la coppa con la vittoria di Jim Furyk su Miguel Ángel Jiménez, incrementando il distacco nell’ultima sessione: non vincevano con uno scarto così largo dal 1981; inoltre, non succedeva dal 1979 che terminassero in vantaggio ogni sessione.

## Formato
La Ryder Cup è un torneo match play, in cui ogni singolo incontro vale un punto. Il formato dell'edizione 2008 era il seguente:
- I Giornata (Venerdì) – 4 incontri "foursome" (colpi alternati) nella sessione mattutina e 4 incontri "fourball" (la migliore buca) nella sessione pomeridiana.
- II Giornata (Sabato) – 4 incontri "foursome" nella sessione mattutina e 4 incontri "fourball" nella sessione pomeridiana.
- III Giornata (Domenica) – 12 incontri singolari.

Ogni incontro si disputa su un massimo di 18 buche. La vittoria di ogni incontro assegna un punto, nel caso di parità del match si assegna ½ punto a ciascuno, per un totale di 28 punti disponibili. 14½ punti sono necessari per vincere, ma 14 punti (ovvero un pareggio) sono sufficienti alla squadra che difende per mantenere la coppa. Per la prima volta dal 1995, in apertura si sono disputati incontri foursome: il formato è stato deciso dal capitano degli USA Paul Azinger, che sperava così di dare da subito il vantaggio alla propria squadra.

## Squadre
Tiger Woods non poté partecipare, in quanto non era in grado di gareggiare a causa di un intervento al ginocchio.
| Stati Uniti    |     |                      |                      |                     |                                              |
| Nome           | Età | Punti classifica (W) | Punti classifica (E) | Classifica mondiale | Note                                         |
| Paul Azinger   | 48  |                      |                      |                     | Capitano non-giocatore                       |
| Phil Mickelson | 38  | 2                    | 6                    | 2                   | 7ª partecipazione                            |
| Stewart Cink   | 35  | 3                    | 3                    | 11                  | 4ª partecipazione                            |
| Kenny Perry    | 48  | 4                    | 1                    | 20                  | 2ª partecipazione                            |
| Jim Furyk      | 38  | 5                    | 5                    | 9                   | 6ª partecipazione                            |
| Anthony Kim    | 23  | 6                    | 0                    | 10                  | Esordio nella Ryder Cup                      |
| Justin Leonard | 36  | 7                    | 2                    | 23                  | 3ª partecipazione                            |
| Ben Curtis     | 31  | 8                    | 0                    | 30                  | Esordio nella Ryder Cup                      |
| Boo Weekley    | 35  | 9                    | 0                    | 35                  | Esordio nella Ryder Cup                      |
| Steve Stricker | 41  | 10                   | 0                    | 8                   | Scelta del capitano, Esordio nella Ryder Cup |
| Hunter Mahan   | 26  | 13                   | 0                    | 36                  | Scelta del capitano, Esordio nella Ryder Cup |
| J.B. Holmes    | 26  | 18                   | 0                    | 56                  | Scelta del capitano, Esordio nella Ryder Cup |
| Chad Capmbell  | 34  | 21                   | 2                    | 57                  | Scelta del capitano, 3ª partecipazione       |

| Europa                  |     |                      |                      |                     |                                        |
| Nome                    | Età | Punti classifica (W) | Punti classifica (E) | Classifica mondiale | Note                                   |
| Nick Faldo              | 51  |                      |                      |                     | Capitano non-giocatore                 |
| Pádraig Harrington      | 37  | 1                    | 1                    | 4                   | 5ª partecipazione                      |
| Sergio García Fernández | 28  | 2                    | 14                   | 5                   | 5ª partecipazione                      |
| Lee Westwood            | 35  | 3                    | 2                    | 12                  | 6ª partecipazione                      |
| Henrik Stenson          | 32  | 4                    | 5                    | 7                   | 2ª partecipazione                      |
| Robert Karlsson         | 39  | 5                    | 3                    | 17                  | 2ª partecipazione                      |
| Miguel Ángel Jiménez    | 44  | 6                    | 4                    | 19                  | 3ª partecipazione                      |
| Graeme McDowell         | 29  | 9                    | 6                    | 32                  | Esordio nella Ryder Cup                |
| Justin Rose             | 28  | 7                    | 7                    | 13                  | Esordio nella Ryder Cup                |
| Søren Hansen            | 34  | 13                   | 8                    | 42                  | Esordio nella Ryder Cup                |
| Oliver Wilson           | 28  | 15                   | 9                    | 48                  | Esordio nella Ryder Cup                |
| Ian Poulter             | 32  | 8                    | 12                   | 29                  | Scelta del capitano, 2ª partecipazione |
| Paul Casey              | 31  | 16                   | 18                   | 38                  | Scelta del capitano, 2ª partecipazione |

## Risultati

### I sessione
Gli incontri foursome vennero giocati il venerdì mattina. Nella prima ora tutti gli incontri cominciarono bene per l’Europa, ma gli Stati Uniti ribaltarono la situazione sul finire della mattinata.
Foursome
| Europa (bandiera)   | Risultati | Stati Uniti (bandiera) |
| ------------------- | --------- | ---------------------- |
| Harrington/Karlsson | pareggio  | Mickelson/Kim          |
| Stenson/Casey       | 3 & 2     | Leonard/Mahan          |
| Rose/Poulter        | 1 up      | Cink/Campbell          |
| Westwood/García     | pareggio  | Perry/Furyk            |
| 1                   | Sessione  | 3                      |
| 1                   | Totale    | 3                      |

### II sessione
Gli incontri four-ball del venerdì pomeriggio videro l’Europa prevalere, inizialmente, in tre incontri su quattro, per poi vincerne soltanto uno.
Four-ball
| Europa (bandiera)   | Risultati | Stati Uniti (bandiera) |
| ------------------- | --------- | ---------------------- |
| Harrington/McDowell | 2 up      | Mickelson/Kim          |
| Poulter/Rose        | 4 & 2     | Stricker/Curtis        |
| García/Jiménez      | 4 & 3     | Leonard/Mahan          |
| Westwood/Hansen     | pareggio  | Holmes/Weekley         |
| 1½                  | Sessione  | 2½                     |
| 2½                  | Totale    | 5½                     |

### III sessione
Foursome
| Europa (bandiera)   | Risultati | Stati Uniti (bandiera) |
| ------------------- | --------- | ---------------------- |
| Poulter/Rose        | 4 & 3     | Cink/Campbell          |
| Jiménez/McDowell    | pareggio  | Leonard/Mahan          |
| Stenson/Wilson      | 2 & 1     | Mickelson/Kim          |
| Harrington/Karlsson | 3 & 1     | Furyk/Perry            |
| 2½                  | Sessione  | 1½                     |
| 5                   | Totale    | 7                      |

### IV sessione
Four-ball
| Europa (bandiera) | Risultati | Stati Uniti (bandiera) |
| ----------------- | --------- | ---------------------- |
| Westwood/Hansen   | 2 & 1     | Weekley/Holmes         |
| García/Casey      | pareggio  | Curtis/Stricker        |
| Poulter/McDowell  | 1 up      | Perry/Furyk            |
| Stenson/Karlsson  | pareggio  | Mickelson/Mahan        |
| 2                 | Sessione  | 2                      |
| 7                 | Totale    | 9                      |

### V sessione
Singoli
| Europa (bandiera)    | risultati | Stati Uniti (bandiera) |
| -------------------- | --------- | ---------------------- |
| Sergio García        | 5 & 4     | Anthony Kim            |
| Paul Casey           | pareggio  | Hunter Mahan           |
| Robert Karlsson      | 5 & 3     | Justin Leonard         |
| Justin Rose          | 3 & 2     | Phil Mickelson         |
| Henrik Stenson       | 3 & 2     | Kenny Perry            |
| Oliver Wilson        | 4 & 2     | Boo Weekley            |
| Søren Hansen         | 2 & 1     | J.B. Holmes            |
| Miguel Ángel Jiménez | 2 & 1     | Jim Furyk              |
| Graeme McDowell      | 2 & 1     | Stewart Cink           |
| Ian Poulter          | 3 & 2     | Steve Stricker         |
| Lee Westwood         | 2 & 1     | Ben Curtis             |
| Pádraig Harrington   | 2 & 1     | Chad Campbell          |
| 4½                   | Sessione  | 7½                     |
| 11½                  | Totale    | 16½                    |